# Тополівка (Новгород-Сіверський район)
Топо́лівка — село в Україні, у Семенівській міській громаді Новгород-Сіверського району Чернігівської області. Населення становить 178 осіб. До 2017 орган місцевого самоврядування — Погорільська сільська рада.

## Історія
12 червня 2020 року, відповідно до Розпорядження Кабінету Міністрів України № 730-р «Про визначення адміністративних центрів та затвердження територій територіальних громад Чернігівської області», увійшло до складу Семенівської міської громади.
19 липня 2020 року, в результаті адміністративно-територіальної реформи та ліквідації Семенівського району, село увійшло до Новгород-Сіверського району.

## Видатні люди
8 серпня 1860 р. у селі Тополевці Погорільської волості Сосницького повіту Чернігівської губернії народився Матвій Тимофійович Полонський, де служив священиком його батько – Тимофій Олексійович. Мама – Анастасія Іванівна, уроджена Бордонос. Старший на 15 років рідний брат Данило Тимофійович.